# ヴァシリー・コンスタンチノヴィチ (リャザン公)
ヴァシリー・コンスタンチノヴィチ（ロシア語: Василий Константинович、? - 1308年）は、歴代リャザン公のうちの1人である。在位：1301年 - 1308年。

## 生涯
ヴァシリーはおそらく、父コンスタンチンがモスクワ公ダニールの捕虜になった1301年より、リャザン公国を統治したと考えられている。1306年に父コンスタンチンが死去した後も、プロンスク公イヴァン、ミハイル(ru)の主張をはねのけ、リャザン公位を保持した。
ヴァシリーは1308年、ジョチ・ウルスを訪問中に殺害されたが、このヴァシリーの謀殺にはおそらくプロンスク公が関与している。